# Kriegerdenkmal (Bernau bei Berlin)

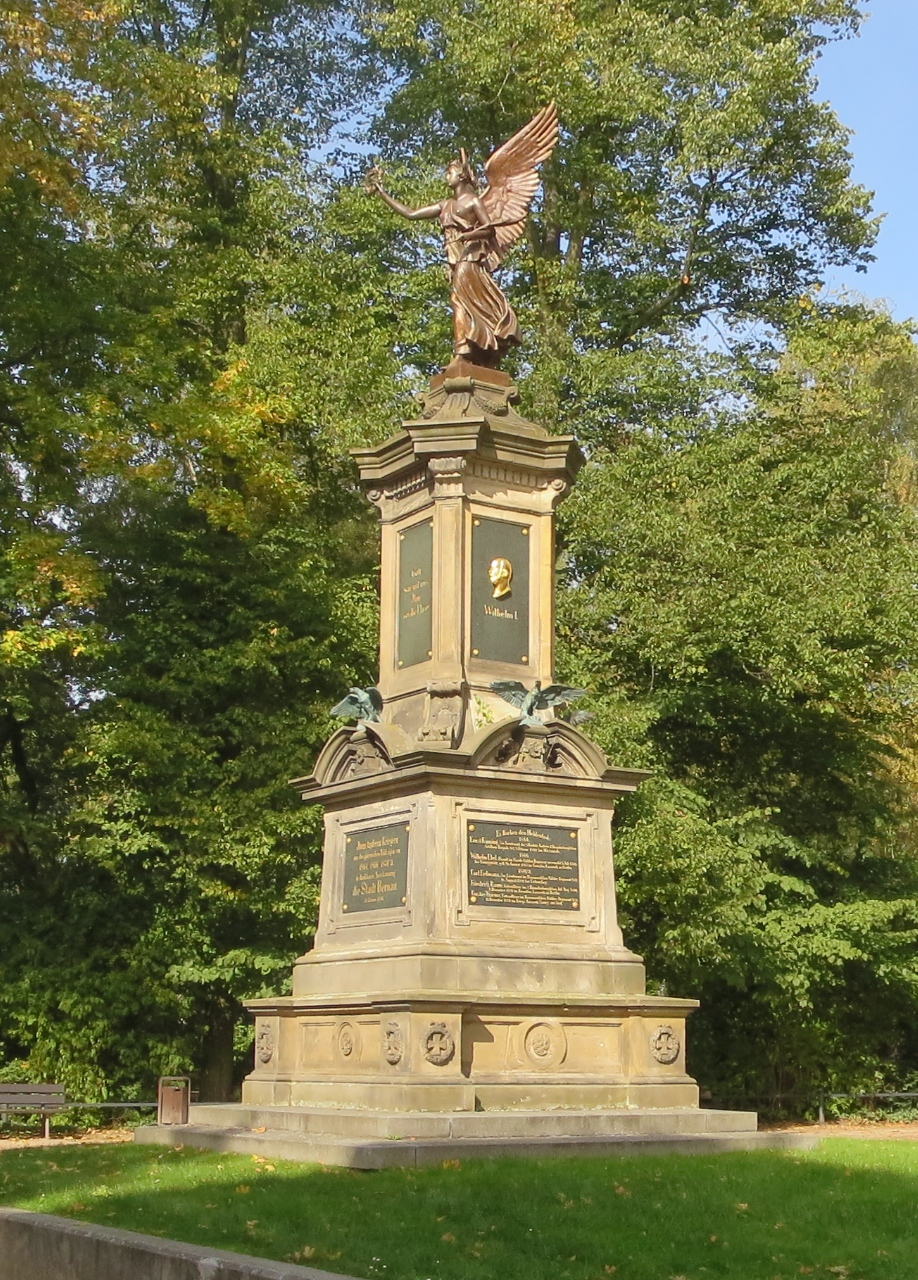
Kriegerdenkmal
in Bernau bei Berlin

Das Kriegerdenkmal der Stadt Bernau bei Berlin wurde 1890 errichtet. Es zeigt eine auf einer Säule stehende Statue der Siegesgöttin Viktoria. Es entstand nach Plänen des Bildhauers Friedrich Thiele im wilhelminischen Stil und erhielt bei der Einweihung am 19. Oktober 1890 seinen Standort am nördlichen Durchlass der historischen Stadtmauer. Ursprünglich erinnerte das Denkmal an die gefallenen Soldaten der Stadt aus dem Deutsch-Dänischen Krieg 1864, dem Preußisch-Österreichischen Krieg 1866 sowie dem Deutsch-Französischen Krieg 1870/71. Später wurde auch das Gedenken an die Völkerschlacht bei Leipzig in das Denkmal miteinbezogen.

## Beschreibung
Das Denkmal ist in drei Teile gegliedert: auf einem drei Meter hohen Steinsockel steht eine massive steinerne Säule. Darauf eine Figur der Viktoria, die in der emporgestreckten Rechten einen Siegeskranz hält.

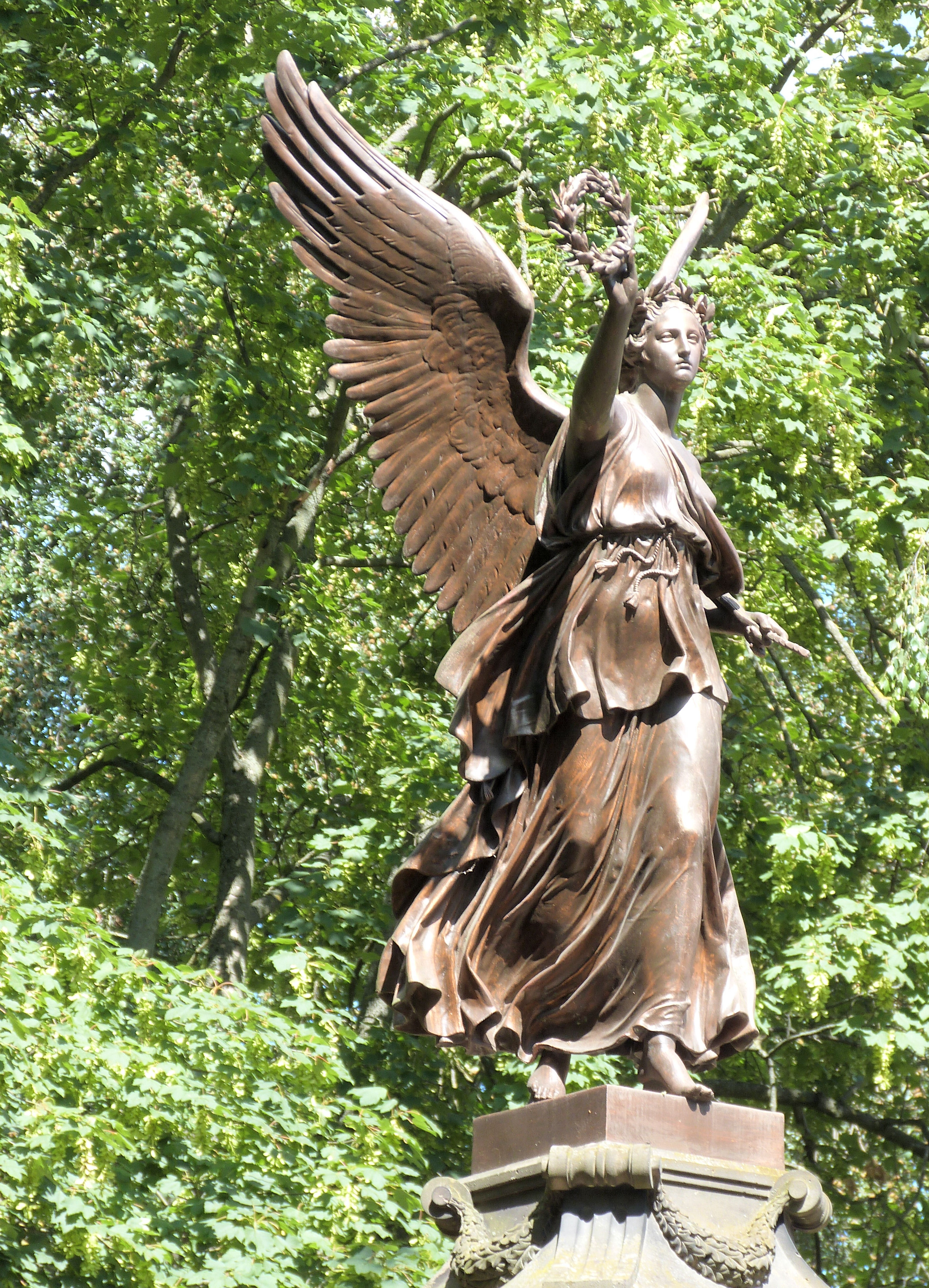
Figur der Siegesgöttin

In die Säule und den Sockel sind an jeder Seite schwarze Marmorplatten eingelassen. Die Frontseite (vom Straßenzugang aus gesehen) der Säule ziert die Inschrift Gott war mit uns, ihm sei die Ehre!. Auf der linken Seite befindet sich ein vergoldetes Relief des deutschen Kaisers Friedrich III., rechts eines von Kaiser Wilhelm I. An der Frontseite des Sockels wurde die Inschrift Ihren tapferen Kriegern aus den glorreichen Feldzügen von 1864, 1866, 1870/71 in dankbarer Anerkennung die Stadt Bernau 19. October 1890 angebracht. An der linken und rechten Seite sind die Namen der zehn in den drei Kriegen gefallenen Soldaten eingraviert.
Anlässlich der 140-jährigen Wiederkehr der Völkerschlacht bei Leipzig wurde die Rückseite des Denkmals verwendet, um an jene sieben Männer aus Bernau zu erinnern, die zwischen 1813 und 1815 für die Befreiung Deutschlands vom napoleonischen Joch starben. An der Rückseite der Säule ist ein Zitat des preußischen Generals Carl von Clausewitz angebracht:
Ich glaube und bekenne, daß ein Volk nichts höher zu achten hat, als die Würde und Freiheit seines Daseins; daß es dieses mit dem letzten Blutstropfen verteidigen soll.

## Geschichte

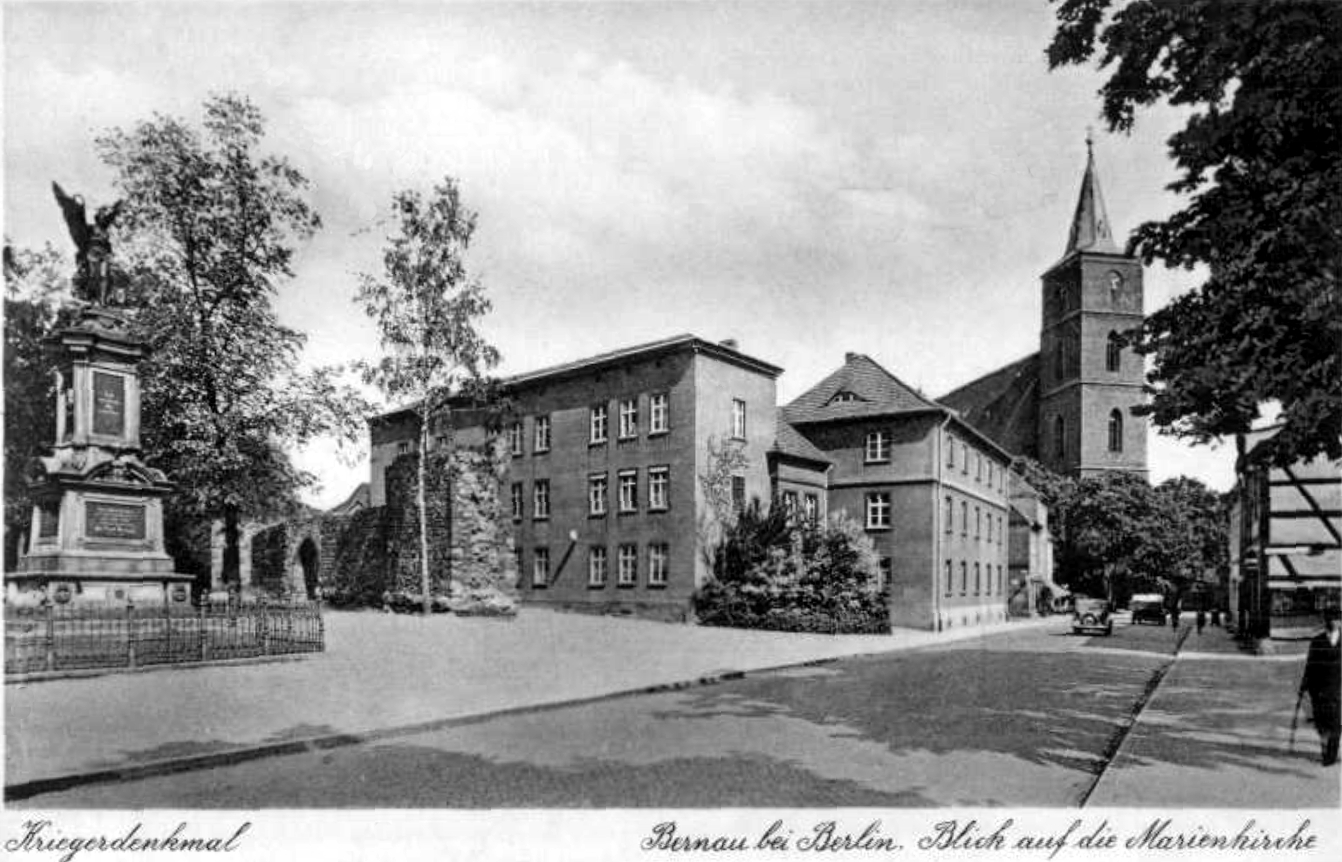
Kriegerdenkmal (links) in seinem Umfeld, 1935

Das Denkmal war im Original aus Spenden von Bernauer Bürgern zur Erinnerung an in verschiedenen Kriegen umgekommene Familienangehörige finanziert worden. Nach der Wende, in den 1990er Jahren, erfolgte eine Reinigung und Sanierung sowie die Neubegrünung der Umgebung.
Im Jahr 2008 hatten Vandalen die Adler auf der Säule zerstört und damit auch dem Rest des Denkmals größeren Schaden zugefügt. Die Stadtverwaltung ließ vom Fachrestaurator Burkhard Bluhm die Figuren durch einen Neuguss ersetzen. Auch dieses Mal spendeten Einwohner und Unternehmen für die Wiederherstellung. Daneben hatte die Stadtverwaltung weitere Gelder bereitgestellt.
Schließlich erfolgte im Jahr 2010 eine erneute gründliche Sanierung des Denkmals, wofür ein Betrag von 8000 Euro zur Verfügung gestanden hatte.

## In der Umgebung
In Sichtweite des Kriegerdenkmals befinden sich zwei weitere Denkmale: ein Deserteurdenkmal sowie der Obelisk des Ehrenfriedhofs für Gefallene der Roten Armee. Außerdem wurde Anfang des 21. Jahrhunderts des frühere Berliner Tor der historischen Stadtmauer neu aufgebaut.